# Großsteingräber bei Burtevitz
Die Großsteingräber bei Burtevitz (auch Großsteingräber bei Preetz) waren ursprünglich wohl 23 megalithische Grabanlagen der jungsteinzeitlichen Trichterbecherkultur in der Umgebung von Burtevitz, einem Ortsteil der Gemeinde Lancken-Granitz im Landkreis Vorpommern-Rügen (Mecklenburg-Vorpommern). Von diesen existieren heute nur noch vier. Bei allen Gräbern handelt es sich um Großdolmen. Drei dieser Anlagen tragen die Sprockhoff-Nummern 505–507. 1969 wurden drei Gräber unter Leitung von Ewald Schuldt und Erika Beltz ausgegraben.

## Forschungsgeschichte
Auf den detaillierten Matrikelkarten der Gegend um Burtevitz, die zwischen 1692 und 1709 im Zuge der schwedischen Landesaufnahme von Vorpommern angefertigt wurden, sind die Großsteingräber noch nicht explizit als solche verzeichnet, die Standorte einiger Gräber sind aber als kleine Baum- und Strauchinseln auf den Feldern eingetragen.
Eine erste wissenschaftliche Beschreibung der Gräber unternahm Friedrich von Hagenow in den 1820er Jahren. Er stellte in Burtevitz noch eine größere Anzahl an Großsteingräbern fest und verzeichnete ihre Lage auf seiner 1829 erschienenen Special Charte der Insel Rügen. Von Hagenows handschriftliche Notizen, die den Gesamtbestand der Großsteingräber auf Rügen und in Neuvorpommern erfassen sollten, wurden 1904 von Rudolf Baier veröffentlicht. Die Anlagen bei Burtevitz wurden dabei nur listenartig aufgenommen. Merkwürdigerweise machen beide Werke unterschiedliche Angaben zur genauen Anzahl der Gräber bei Burtevitz. Während die Karte für Burtevitz 23 Großsteingrab-Signaturen aufweist, sind in der Liste nur sieben Anlagen vermerkt.
Eine erste ausführliche Dokumentation führte Ernst Sprockhoff durch, der 1931 drei Gräber vermaß und in seinem Atlas der Megalithgräber Deutschlands veröffentlichte. Zwei dieser Gräber und ein weiteres, das ursprünglich für einen Grabhügel gehalten wurde, waren zwischen Juli und November 1969 Gegenstand von Ausgrabungen unter der Leitung von Ewald Schuldt und Erika Beltz. Die dabei gefundenen Skelettreste wurden von Hans Grimm anthropologisch untersucht und die Ergebnisse 1984 veröffentlicht.
2010 fanden im Rahmen eines gemeinsamen Forschungsprojekts des Historischen Instituts der Universität Greifswald und des Deutschen Archäologischen Instituts in der Umgebung der Großsteingräber von Lancken-Granitz und Burtevitz geomagnetische Prospektionen und Feldbegehungen statt. Diese hatten unter anderem das Ziel, die genauen Standorte der als zerstört geltenden Anlagen zu ermitteln. Hieran schlossen sich bis 2011 dauernde Grabungen im Umfeld zweier Gräber bei Burtevitz sowie an der Hügelschüttung eines der Gräber an.
Die Gräber wurden von verschiedenen Autoren unterschiedlich benannt und nummeriert. Im Folgenden wird das System von Schuldt übernommen.
| Sprockhoff     | Schuldt     | Beier       |
| -------------- | ----------- | ----------- |
| Preetz 1 (507) | Burtevitz 2 | Burtevitz 3 |
| Preetz 2 (506) | Burtevitz 1 | Burtevitz 2 |
| Preetz 3 (505) | Burtevitz 4 | Burtevitz 1 |
| –              | Burtevitz 3 | Burtevitz 4 |

## Lage

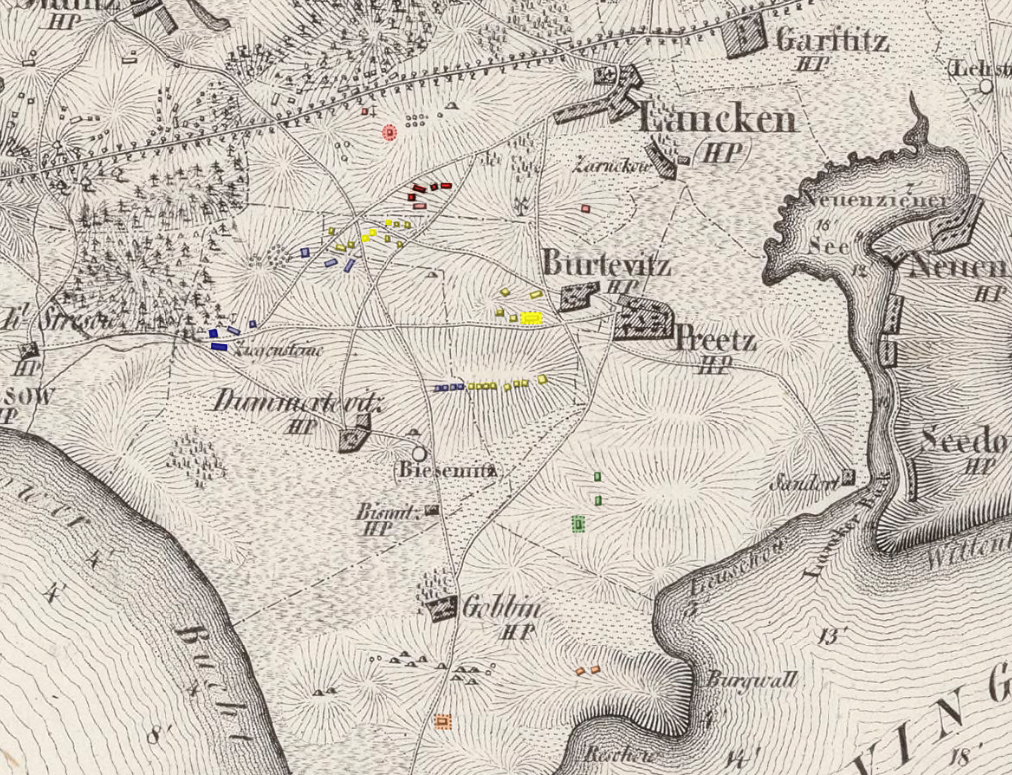
Lage der Großsteingräber bei Lancken-Granitz, Burtevitz, Dummertevitz, Preetz und Gobbin nach Friedrich von Hagenows Special Charte der Insel Rügen. Die erhaltenen Gräber bei Burtevitz sind in Dunkelgelb, die zerstörten in Hellgelb hervorgehoben.

Das von Sprockhoff als Preetz 1 und von Schuldt als Burtevitz 2 geführte Grab liegt am westlichen Ortsrand von Burtevitz, etwa 30 m westlich der Straße. 840 m nordwestlich hiervon liegen dicht beieinander die anderen drei Gräber. Das mittlere ist Grab 4. Grab 3 liegt 50 m südlich und Grab 1 80 m östlich hiervon. In nur 120 m Entfernung schließen sich nordöstlich die vier Großsteingräber bei Lancken-Granitz an. In der näheren Umgebung gibt es mehrere weitere Großsteingräber: So liegt 1 km südwestlich das Großsteingrab Dummertevitz und 2 km nordöstlich das Großsteingrab Garftitz.

## Beschreibung

### Grab 1

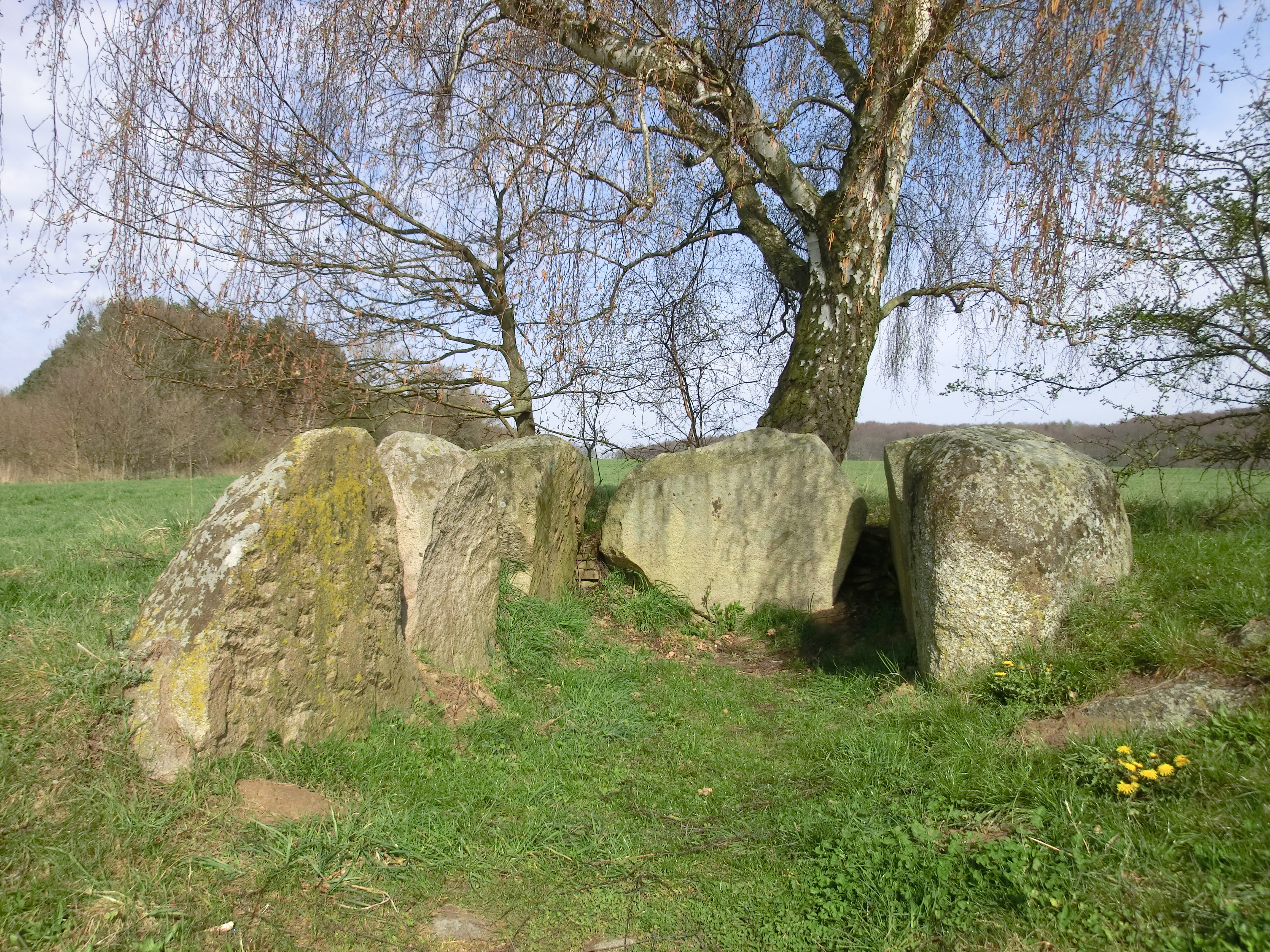
Das Großsteingrab Burtevitz 1

Das Grab wurde 1926 stark beschädigt, als die Decksteine und der südöstliche Abschlussstein als Baumaterial für eine Chaussee entfernt wurden. Ernst Sprockhoff fand deshalb bei seiner Aufnahme 1931 nur einen unregelmäßigen Steinhaufen vor. Die Hügelschüttung war abgetragen, die Wandsteine ragten 1 m aus dem Boden. Sprockhoff rekonstruierte das Grab als einen Großdolmen mit ursprünglich drei Wandsteinpaaren an den Langseiten, je einem Abschlussstein an den Schmalseiten und drei Decksteinen.
Die im Juli 1969 durchgeführte Grabung bestätigte Sprockhoffs Einschätzung. Es wurde eine Grabkammer mit einer Länge von 4 m und einer Breite von 2,2 m festgestellt, die noch drei Wandsteinpaare an den Langseiten und den nordwestlichen Abschlussstein besaß. Vom südöstlichsten Stein der nordöstlichen Langseite war allerdings nur noch ein Bruchstück erhalten. Die Zwischenräume der Wandsteine waren mit waagerecht und senkrecht angebrachtem Trockenmauerwerk aus Sandsteinplatten ausgekleidet. Die Kammer war mit einer etwa 1 m dicken Schicht aus Rollsteinen und sandigem Lehm verfüllt. In dieser Schicht wurden querschneidige Pfeilspitzen und Keramikscherben gefunden. Es folgte die Bestattungsschicht, die aus braunem Sand bestand und eine Dicke von 30 cm besaß. Die meisten Funde aus dem Grab wurden in dieser Schicht gemacht. Hierzu gehörten menschliche Skelettreste, Keramikgefäße, eine Tonschiebe, 19 Bernsteinperlen in Doppelaxt- und Keulenform, Schlagsteine sowie aus Feuerstein gefertigte Beile (sieben Stück), Schmalmeißel (zwei vollständige und ein Bruchstück), Klingen, Kratzer und Pfeilspitzen in dreieckiger und Querschneider-Form. Unter der Bestattungsschicht tauchte der Kammerboden auf, der aus einem steinernen Pflaster und einer darauf aufgebrachten 10 cm dicken Lehmschicht bestand. Die ursprüngliche Höhe der Kammer betrug 1,5 m. Eine Einteilung der Kammer in Quartiere konnte nicht festgestellt werden, lediglich eine einzelne schrägt stehende Platte und eine Aussparung im Bodenpflaster vor dem mittleren Wandstein der nordwestlichen Langseite könnten als Hinweis hierfür dienen. Auffällig war eine Steinplatte, die auf der Lehmschicht stand und an den nordwestlichen Abschlussstein gelehnt war. Ihre Funktion blieb unklar.
Vom Eingangsbereich im Südosten waren zwar keine Wandsteine mehr vorhanden. Anhand von Standspuren und Schwellensteinen sowie kleinen Steinplatten konnte aber rekonstruiert werden, dass er genauso aufgebaut war, wie bei den benachbarten Gräbern, also mit einem kleinen Abschlussstein auf der linken Seite und einem Windfang auf der rechten Seite.
Hans Grimm konnte die Skelettreste von vier Individuen anthropologisch auswerten. Bei einem der Bestatteten handelte es sich um einen erwachsenen Mann im fortgeschrittenen Alter (spätmatur). Bei den drei anderen handelte es sich um ein Kleinstkind, ein Kind von maximal sechs Jahren (Infans I) und ein Kind im Alter zwischen sieben und zwölf Jahren (Infans II).

### Grab 2
Die Anlage besitzt eine nordost-südwestlich orientierte Grabkammer mit einer Länge von 4 m, einer Breite von 2,5 m und einer Höhe von 1,5 m. Sie besaß ursprünglich drei Wandsteinpaare an den Langseiten, drei Decksteine, einen großen Abschlussstein am südwestlichen Ende und einen Eingang im Nordosten. Der genaue Erhaltungszustand konnte erst durch eine Grabung im Oktober 1969 festgestellt werden. Die Decksteine und die südöstlichen Wandsteine fehlten gänzlich. Die gegenüberliegenden Wandsteine sind durch Sprengungen etwas aus ihrer ursprünglichen Position gerückt worden. Der Abschlussstein steht noch ungefähr an seiner ursprünglichen Position, ist aber durch Sprengungen in mehrere Teile zerbrochen. Das zwischen den Wandsteinen befindliche Trockenmauerwerk hat sich nur an der Westecke der Kammer weitgehend vollständig erhalten. Vom Eingangsbereich sind noch ein Schwellenstein und ein Bruchstück eines Wandsteins erhalten. Der Befund erlaubt es, eine Eingangssituation anzunehmen, die mit denen der benachbarten Gräber weitgehend identisch ist. Der Boden war mit einem Pflaster aus Rotsandsteinplatten ausgelegt, die mit einer dünnen Schicht Lehmestrich überdeckt waren. Senkrecht stehende Platten an der südöstlichen Langwand zeigen eine Einteilung der Kammer in Quartiere an. Oberhalb des Estrichs wurden ein Flintmeißel, zwei breitlanzettförmige Pfeilspitzen sowie ein Becher und Scherben eines weiteren Gefäßes gefunden, die von einer Nachbestattung der Einzelgrabkultur stammen. Unterhalb des Estrichs wurden zahlreiche weitere Keramikscherben entdeckt, die teilweise regelrecht ein zweites Pflaster bildeten. Von den Beigaben der ursprünglichen trichterbecherzeitlichen Bestattungen wurden nur einige Gefäßreste und querschneidige Pfeilspitzen gefunden.

### Grab 3

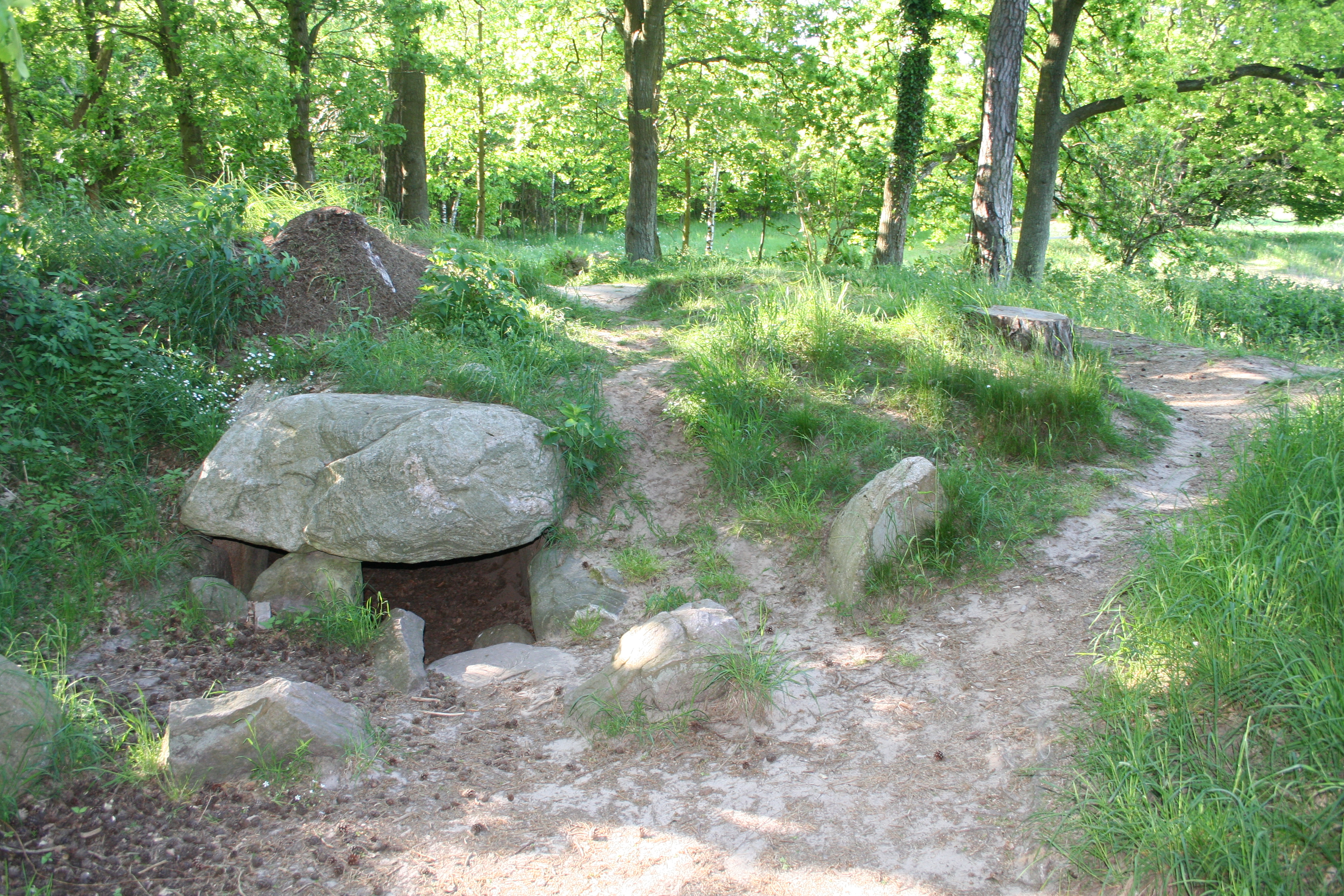
Das Großsteingrab Burtevitz 3

Grab 3 (ohne Sprockhoff-Nr.) machte zunächst den Anschein eines bronzezeitlichen Grabhügels. Schuldt entschied sich, diesen auszugraben, da in den Großsteingräbern von Lancken-Granitz auch bronzezeitliche Beigaben gefunden worden waren. Erst bei dieser Ausgrabung im November 1969 wurden in einer Tiefe von 0,6 m die Decksteine einer megalithischen Grabkammer entdeckt.
Die Hügelschüttung hat einen Durchmesser von 12 m und erreichte vor der Grabung eine Höhe von 2 m. Die Einfassung bestand ursprünglich wohl aus 18 Steinen, von denen Schuldt noch 13 vorfand. Der Hügel war an seiner Oberfläche sandig. In einer Tiefe von 0,25 m folgte eine Schicht aus kleinen Rollsteinen, danach folgte wieder Sand. Hieran schloss sich in Längsrichtung zur Grabkammer eine Lehmummantelung an, die auf Höhe der Wandsteine mehrere Lagen von Rollsteinen und auf Höhe der Decksteine Steinplatten unterschiedlicher Größe barg. Die Platten füllten die Lücken zwischen den Decksteinen aus.
Die Grabkammer ist nordwest-südöstlich orientiert. Sie hat eine Länge von 3,7 m, eine Breite von 1,8 m und eine Höhe von 1,3 m. Sie besitzt drei Wandsteinpaare an den Langseiten, einen normal großen Abschlussstein an der Nordwestseite und drei Decksteine. Die Lücken zwischen den Wandsteinen sind mit Trockenmauerwerk ausgefüllt. An der südöstlichen Schmalseite befindet sich ein kleiner, 0,6 m breiter Abschlussstein, der nur die linke Wandhälfte einnimmt und rechts davon der Eingang. Dieser besitzt einen einzelnen Wandstein an der Südwestseite. Gegenüber stehen zum einen der etwas nach außen vorstehende Eckstein der Nordostseite der Kammer und daran anschließend zwei stelenartige Platten, die offenbar als Halterung für eine Türplatte dienten. Der Eingang besitzt eine Deckplatte aus Rotsandstein mit einer Länge von 0,8 m und einer Breite von 0,5 m. Ihm vorgelagert sind zwei Blöcke, die ebenfalls aus Rotsandstein bestehen. Den Übergang zur Kammer bildet ein Windfang, der aus zwei Wandplatten und einer Deckplatte besteht. Seine Breite beträgt 0,35 m. Im Bereich des Eingangs und des Windfangs wurden mehrere Keramikgefäße und ein dicknackiger Hohlmeißel aus hellgrauem Feuerstein gefunden.
Die Kammer war bei der Ausgrabung bis zur Decke mit Sand verfüllt, der mit Leichenbrand durchsetzt war. Etwa auf halber Höhe wurden Keramikscherben gefunden, die zu Scherben aus dem Eingangsbereich passten. Nach dem Entfernen der Verfüllung trat ein Boden aus Lehmestrich zu Tage, der teilweise rot geflammt war. Auf dem Kammerboden wurden weitere Keramikscherben, ein Flachbeil aus Flint und mehrere Platten aus Rotsandstein vorgefunden. Letztere waren wohl herausgerissen worden und dienten ursprünglich der Einteilung der Kammer in Quartiere. Im südlichen Teil der Kammer wurde der Lehmestrich entfernt. Seine Stärke wurde dabei mit 0,05 m festgestellt und darunter ein Pflaster aus Rotsandsteinplatten angetroffen.
Die geringe Anzahl an vorgefundenen Beigaben erklärt Schuldt damit, dass es sich nur um Reste handelt, die beim Ausräumen der Kammer für die letzte hier stattgefundene Bestattung übersehen wurden. Da der im Eingangsbereich gefundene und somit ebenfalls als Abfall angesehene Hohlmeißel ins Endneolithikum zu datieren ist, dürfte die letzte Bestattung während der Bronzezeit stattgefunden haben. Eine genauere Datierung ist aber nicht möglich, da nur ein Gefäß gefunden wurde, das eine gewisse Ähnlichkeit zu jüngerbronzezeitlichen Gefäßen aufweist. Schuldt hielt aber auch eine zeitliche Nähe zu den Nachbestattungen in den benachbarten Großsteingräbern von Lancken-Granitz für möglich, die in die ältere Bronzezeit datieren. Mit der letzten Bestattung ging nach Schuldt wohl auch eine stärkere Überhügelung einher, die der Anlage insgesamt das Aussehen eines Hügelgrabes verlieh.

### Grab 4

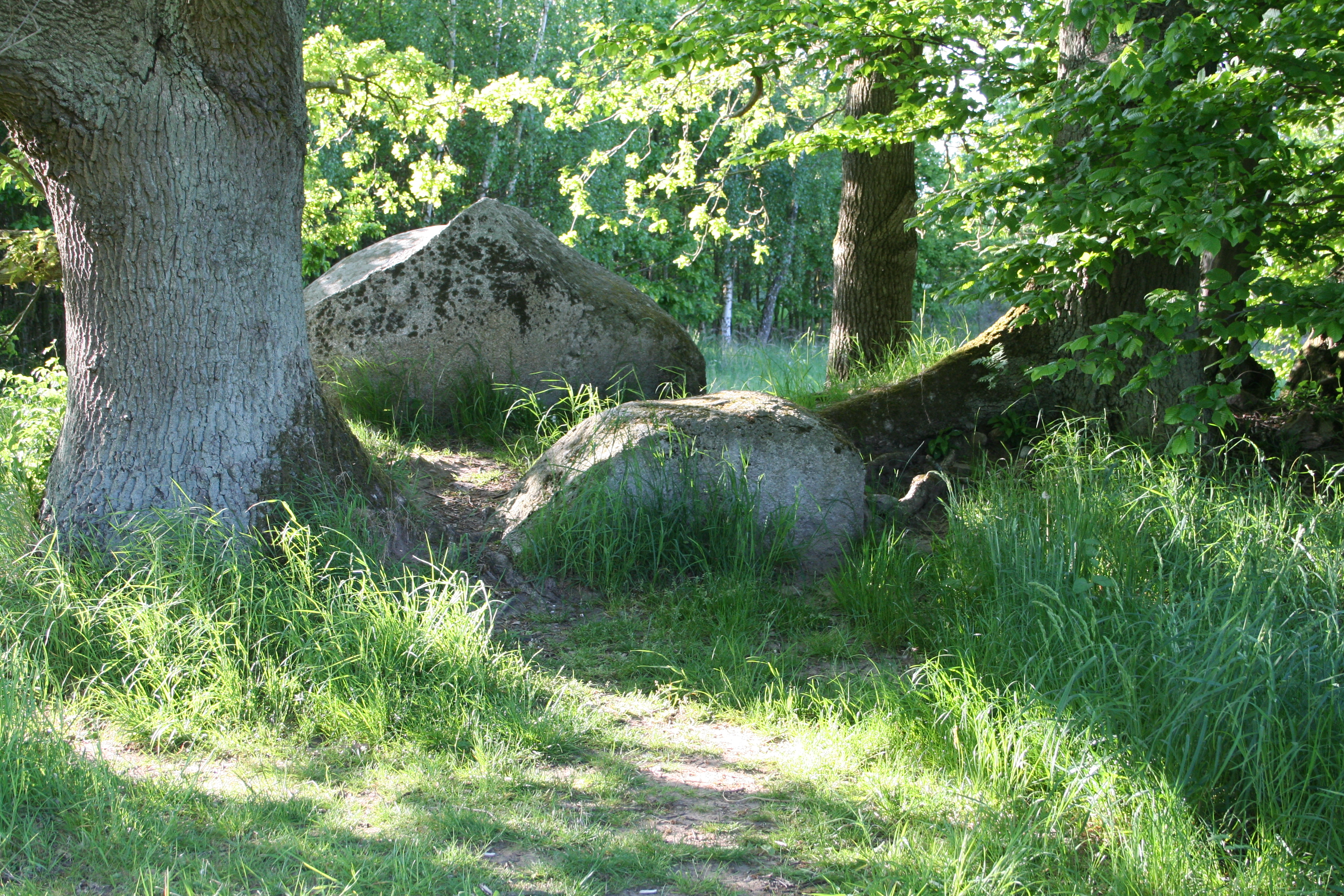
Das Großsteingrab Burtevitz 4

Das Grab besitzt eine runde Hügelschüttung mit einem Durchmesser von 9 m und einer Höhe von 0,8 m. Eine steinerne Einfassung ist offenbar nicht vorhanden; einige am Fuß des Hügels liegende Steine stellen keinen ausreichenden Hinweis dar. Die Grabkammer ist nordwest-südöstlich orientiert. Ihre Länge beträgt etwa 4,5 m und ihre Breite 2 m. In ihrem ursprünglichen Zustand dürfte sie drei Wandsteinpaare an den Langseiten, zwei Abschlusssteine und drei Decksteine besessen haben. Der südöstliche Deckstein fehlt, die beiden anderen sind noch in situ erhalten. Der nordwestliche hat eine Länge von 2,5 m, eine Breite von 1,6 m und eine Dicke von 1,3 m. Von den Wandsteinen sind nur der südöstliche Abschlussstein und die beiden Ecksteine der südwestlichen Langwand zu erkennen. Die restlichen Steine könnten noch im Erdreich verborgen sein. Den nordwestlichen Abschlussstein konnte Sprockhoff bei seiner Aufnahme nur schwer erkennen. Er nahm an, dass es sich um einen recht kleinen Stein handelt, der nur die linke Hälfte der Schmalwand einnimmt. Dieser Befund würde zu den benachbarten Anlagen passen.